# Julia (tidning)
För andra betydelser, se Julia (olika betydelser).
Julia är en svensk tidning som har givits ut sedan 2000. Tidningen vänder sig till flickor mellan 9 och 14 år. Ämnen som tidningen tog upp var bland annat skola, kompisar, killar, djur, sport, musik, mode, böcker, idoler, pyssel, recept och vetenskap. Linda Nehlstedt var ansvarig utgivare och Egmont var det ansvariga förlaget. 
Parallellt med den ordinarie tidningen gavs det även ut specialtidningar som Julia+ (med fyra nummer per år) och Julia Stars.